# 胡乾善
胡乾善（1911年—2004年），男，河南通许人，中国振动专家、工程力学教育家，曾任南京工学院机械系系主任、教授，中国力学学会理事。